# 農場到餐桌
從農場到餐桌（Farm-to-table）（或稱從農場到餐具，在某些情況下為從農場到學校）是一種社會運動，旨在促進餐廳和學校自助餐廳提供當地食材，最好是直接從生產者（可能是葡萄園、釀酒廠、牧場、漁場或其他非嚴格意義上的農場類型食品生產者）購買。這可以透過直接的銷售關係、社區協力農業、農貿市場、在地運銷商、餐廳或學校自行種植食材來實現。「農場到餐桌」通常包括一種食品可追溯性形式（被稱為"知道你的食物來自哪裡"），就食物來源進行標識，讓消費者可以查詢。通常餐廳無法在當地購買所有所需的食材，因此只有部份食材能被標記為在地食材。
「從農場到餐桌」運動幾乎與人們對食品安全、食品新鮮度、季節性食品和小農經濟的態度變化同時出現。  倡導者和實踐「從農場到餐桌」模式的人經常以新鮮的當地食材稀缺、遠程運送使食材味道變差、遠程運送使食材營養價值變差、小型家庭農業的消失、原種和開放授粉水果和蔬菜的消失、以及高度集中的食品種植和運銷系統的危險等因素，作為他們決定採取更在地化的飲食方式的動機。  

## 影響與成長
最早支持「從農場到餐桌」和具有影響力的企業包括加利福尼亞州柏克萊的Chez Panisse餐廳、華盛頓的The Herbfarm 、加利福尼亞州帕羅奧圖的Bon Appétit Management Company和科羅拉多州博爾德的 The Kitchen。自2000年代以來，「從農場到餐桌」業務數量迅速增長，根據「美國從農場到餐桌餐廳指南」，列出了位於30多個州和哥倫比亞特區的餐廳。 2015年，根據美國國家餐飲協會的數據，與在地食材相關的趨勢中有四個進入前十。 
「從農場到餐桌」運動的杰出支持者，無論是廚師、作家、農民還是環保人士，包括温德尔·贝里、韦斯·杰克逊、迈克尔·波伦、托马斯·凯勒、约翰·杰文斯、爱丽丝·沃特斯、丹·巴伯、乔尔·萨拉丁、芭芭拉·金索尔弗、托尼莫斯、凯文·吉莱斯皮、埃德娜·刘易斯、肯·麦斯卡、埃里克·曼宁等。

## 快速慢食與農場到餐桌的结合
近年來，餐廳業主們嘗試開設快速慢食餐廳來將「從農場到餐桌」運動大眾化，提供價格相對實惠的當地食材。 Sweetgreen是一家以沙拉為主題的「從農場到餐桌」連鎖餐廳，自2007年在華盛頓特區開業以來，經歷了指數級成長，現在在美國各地擁有60多家分店。 這家沙拉吧連鎖店的初衷是盡可能當地採購食材。該連鎖店「與500多名農民合作」，以限制食材在所有分店之間的運送距離，要求每個地區都與當地農場社區建立關係。 在紐約，另一個快速慢食概念餐廳，Dig Inn，以其「從農場到吧台」的模式贏得了廣泛的歡迎。  2016年，Dig Inn宣布他們打算購買並管理自己的農場。儘管他們不計劃從自己的農場獲得所有食材，但這個農場將是一個教育和學習「食材的種植方式」的地方。 這兩個餐廳概念都獲得了大量的資金支持，因為投資者對食品新創企業表現出越來越大的興趣，尤其是那些與當地食品體系相關的企業。 消費者的興趣越來越高，以至於蘋果蜂甚至拓展了「從農場到餐桌」的概念。在2014年夏季，這家連鎖餐廳推出了地區限定的菜單：喬治亞州的烤維達利亞洋蔥莎朗牛排。這個菜單品項花了六個月的時間策劃，並只在有限的時間內供應。 

## 批評
儘管「從農場到餐桌」餐廳數量不斷增長，但這一運動也受到了一些批評。 《波士頓環球報》的評論家認為這是千禧世代的一時風潮，他們對飲食的著迷類似於他們的父母輩對「音樂和藥物的選擇」的世代情感。 該運動也因為比其他形式的食物和餐飲相對不經濟實惠而受到批評。 還有人認為，消費者對「從農場到餐桌」這一術語的理解並不充分。例如，無論實際營養成分如何，仍然被宣傳為「從農場到餐桌」的食物比較健康。 

## 餐廳詐騙
《坦帕灣時報》 和《聖地牙哥雜誌》 的記者調查發現當地的「從農場到餐桌」餐廳在宣傳中普遍存在詐欺行為。這些情況包括：某家餐廳先前從「從農場到餐桌」供應商購買，但後來改用不同供應商而未更新菜單、某家餐廳聲稱與一名農民購買食材，但該農民否認曾向該餐廳銷售過產品、某家餐廳供應當地農民或漁民從未種植或捕捉過的食材，或者該食材不符時節、某家餐廳聲稱供應的食品來自多年前已倒閉的供應商、餐廳所宣稱來自特定來源的食材實際上只占了成品的一小部分。在這些情況下，實際供應的食品通常是非在地的，甚至是便宜且在非產季時更容易獲得的「商品」食品。有時他們所宣稱食品「野生捕捉」、「無防腐劑」、「手工製作」、「佛羅里達新鮮食材」或「長島鴨」與實際情形不符。
這樣的做法使餐廳面臨來自被非法使用其名稱的農民的訴訟，以及來自已購買虛假標籤食品產品的消費者的訴訟，還有政府機構的執法行動。  《坦帕灣時報》的美食評論家和調查記者羅拉·雷利認為，詐欺行為源自於2012年以來「從農場到餐桌」趨勢的興起，餐廳缺乏與農場直接合作的時間，而他們通常會與一兩家大型批發商合作，還有在許多情況下純粹是出於想賺錢。

## 外部連結
- 如何判断您的“当地”食物是否真的是当地的 （页面存档备份，存于）
- 从农场到餐桌战略——建立公平、健康和环保的食品系统 （页面存档备份，存于）（欧盟）。